# 小倉実起
小倉 実起（おぐら さねおき）は、江戸時代前期の公卿。大納言・藪嗣良の三男。近衛少将・小倉実為の養子となる。官位は正二位・権大納言。小倉家12代当主。

## 経歴
延宝3年（1675年）には正二位・権大納言となった。しかし延宝9年（1681年）、娘・中納言典侍の生んだ霊元天皇第一皇子・一宮（後の済深法親王）の出家に反対して一宮を匿う等したため、勅命違反として子・公連、季伴と共に佐渡島に流罪となった（小倉事件）。
貞享元年（1684年）、同地で薨去。

## 系譜
- 父：藪嗣良
- 母：不詳
- 養父：小倉実為
- 妻：小倉公根の娘
- 生母不明の子女
  - 男子：小倉公連
  - 男子：熙季 - 竹淵季伴
  - 女子：中納言典侍 - 霊元天皇典侍